# Åsa Regnér

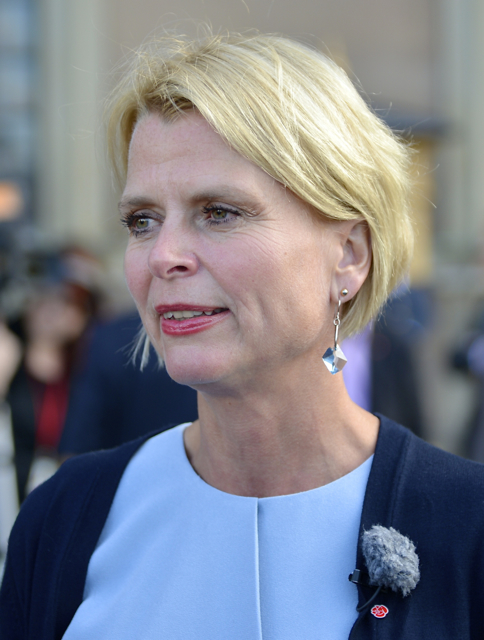
Åsa Regnér (2014)

Åsa Charlotte Regnér (* 1964 in Malmberget) ist eine schwedische Politikerin der Socialdemokraterna. Sie war von 2014 bis 2018 Ministerin in der Regierung Löfven I. Seit 2018 ist sie die stellvertretende Chefin von UN Women.

## Leben
Regnér wuchs in Östergötland auf und studierte von 1984 bis 1985 Staatswissenschaft, Soziologie und deutsche Literatur an der Friedrich-Alexander-Universität Erlangen-Nürnberg. Zwischen 1990 und 1991 war sie als Freiwillige in Bolivien tätig. Im Jahr 1991 folgte der Bachelorabschluss an der Universität Stockholm in Deutsch, Spanisch und Kunstwissenschaft. Sie spricht neben schwedisch auch englisch, spanisch, deutsch und portugiesisch. Nach ihrem Studienabschluss arbeitete sie bis 1994 im schwedischen Arbeitsministerium.
Von 1994 bis 1996 war sie beim Gewerkschaftsdachverband Tjänstemännens Centralorganisation (TCO) angestellt. Danach kehrte sie als Beraterin ins Arbeitsministerium zurück. Zwischen 1998 und 2004 war Regnér politische Beraterin für Innenpolitik und die EU-Koordination. Im Jahr 2000 schrieb sie am Bericht eines Projekts im Bereich der Geschlechterforschung der Universität Linköping mit. In der Zeit von 2004 bis 2006 war sie die Planungschefin des Demokratie- und Gleichstellungsminister.
Zwischen 2007 und 2012 diente sie die Generalsekretärin des Riksförbundet för sexuell upplysning (RFSU), einem Verband für sexuelle Aufklärung. Im Jahr 2011 machte sie zudem einen Magisterabschluss in Demokratieentwicklung an der Universität Uppsala. Von 2013 bis 2014 war sie Leiterin der UN Women in Bolivien.
Am 3. Oktober 2014 wurde Regnér zur Ministerin für Kinder, Ältere und Gleichstellung in der Regierung Löfven I ernannt. Sie übte das Amt bis zum 7. März 2018 aus, als sie vom Generalsekretär der UN, António Guterres, zur stellvertretenden Leiterin der UN Women ernannt wurde.